# Shelly Bay
Shelly Bay est une baie et une localité côtière, située à proximité de la cité de Wellington, qui est la capitale de la Nouvelle-Zélande, dans l’extrémité inférieure de l'île du Nord.

## Situation
« Est Shelly Bay est une baie de la péninsule Miramar (en)

## Municipalités limitrophes
La Force de Défense de Nouvelle-Zélande possède les terrains de «Shelly Bay» pour une durée de 124 ans et ceci jusqu’en 2009.
Shelly Bay fut le lieu où les principales scènes décrivant "Skull Island" furent enregistrées pour le film de 2005 nommé King Kong.

## Histoire
L’iwi (tribu) Māori nommée Te Āti Awa s’était installé dans la baie avant l’arrivée des Européens.
Le village siégeait à l’extrémité nord de la baie, qui portait le nom de "Maru-Kai-Kuru" .
En 1839, la baie fut vendue à la Compagnie de Nouvelle-Zélande  avec la plus grande partie du secteur de Wellington.
En 1907, les terres furent transférées à la Royal New Zealand Navy.
Durant la Seconde Guerre mondiale, ce fut siège de  la station navale «HMNZS Cook» [citation nécessaire]   et en 1946, les terrains furent à nouveau transférés à la Force aérienne royale néo-zélandaise pour y loger jusqu’à 300 personnels du staff.
La Force de Défense de Nouvelle-Zélande possédaient les terres de ‘Shelly Bay’ jusqu’en 1995, quand la base de la Force aérienne royale fut fermée .
Le 14 février 2009, les terres furent reprise en mains par l’iwi des Taranaki Whānui ki te Upoko o te Ika (en) dans le cadre des revendications du réclamation au décours du traité de waitangui et de la colonisation (en) .

## Avenir
À la transmission de Shelly Bay, le directeur du « Port Nicholson Block Settlement Trust » :Ngatata Love (en) a dit que les propriétaires  "travailleront avec toutes les communautés concernées si bien qu’avec le temps , chacun dans la grande région de Wellington, pourra apprécier le bénéfice pour les personnes installées là " .